# Adriana-Diana Tușa
Adriana-Diana Tușa (n. 22 iunie 1978, București, România) este un politician român, deputat în Parlamentul României în mandatul 2008-2012 din partea PNL Brăila și în mandatul 2012-2016 din partea USL București.

## Carieră politică
În 2013 a propus ca orice cetățean ale cărui drepturi sunt lezate să se poată adresa judecătorilor Curții Constituționale. Pe 27 mai 2013, Tușa a fost exclusă din PNL, revenind însă în partid.